# Giáo dục của Người bị Áp bức
Giáo dục của người bị áp bức (tiếng Bồ Đào Nha: Pedagogia do Oprimido) hay Lý thuyết sư phạm phê phán là một cuốn sách của nhà giáo dục Brazil Paulo Freire, được viết bằng tiếng Bồ Đào Nha vào năm 1967-68, nhưng được xuất bản lần đầu tiên bằng tiếng Anh, trong bản dịch của Myra Bergman Ramos, vào năm 1970 (New York: Herder & Herder). Cuối năm đó, một bản dịch tiếng Tây Ban Nha được xuất bản (Montevideo: Tierra Nuova). Phiên bản bằng tiếng Bồ Đào Nha được xuất bản vào năm 1972 tại Bồ Đào Nha (Porto: Afrontamento), và cuối cùng xuất hiện ở Brazil vào năm 1974 (Rio de Janeiro: Paz e Terra). Cuốn sách được coi là một trong những văn bản nền tảng của phương pháp sư phạm phê phán, và đề xuất một phương pháp sư phạm với mối quan hệ mới giữa giáo viên, học sinh và xã hội.
Dành riêng cho những người bị áp bức và dựa trên kinh nghiệm của bản thân giúp người lớn Brazil đọc và viết, Freire bao gồm một phân tích chi tiết về giai cấp của chủ nghĩa Mác khi ông khám phá mối quan hệ giữa người khai hoang và người bị đô hộ. Trong cuốn sách, Freire gọi phương pháp sư phạm truyền thống là "mô hình giáo dục ngân hàng" vì nó coi học sinh như một chiếc bình rỗng chứa đầy kiến thức, giống như một con heo đất. Ông lập luận rằng phương pháp sư phạm thay vào đó nên coi người học như một người đồng sáng tạo ra tri thức.
Tính đến năm 2000, cuốn sách đã bán được hơn 750.000 bản trên toàn thế giới. Đây là cuốn sách được trích dẫn nhiều thứ ba trong khoa học xã hội.

## Tóm tắt
Freire tổ chức Giáo dục của người bị áp bức thành bốn chương và một lời tựa.
Freire sử dụng lời nói đầu để cung cấp thông tin cơ bản về công việc của mình và những nhược điểm tiềm ẩn. Ông giải thích rằng điều này đến từ kinh nghiệm của ông với tư cách là một giáo viên ở Brazil và khi ông sống lưu vong chính trị. Trong thời gian này, ông nhận thấy rằng các học sinh của mình có một nỗi sợ hãi tự do một cách vô thức, hay nói đúng hơn: nỗi sợ thay đổi cách thế giới. Sau đó, Freire vạch ra những lời chỉ trích mà cuốn sách của ông sẽ phải đối mặt. Hơn nữa, độc giả của ông nên là những người cấp tiến — những người coi thế giới luôn thay đổi và linh hoạt — và ông thừa nhận rằng lập luận của ông rất có thể sẽ thiếu nhiều thứ. Dựa trên phương pháp tìm kiếm tự do dựa trên kinh nghiệm của người nghèo và tầng lớp trung lưu với giáo dục, Freire tuyên bố rằng ý tưởng của ông bắt nguồn từ thực tế - không hoàn toàn là lý thuyết.
Freire sử dụng chương 1 để giải thích tại sao phương pháp sư phạm này là cần thiết. Mô tả vấn đề trọng tâm của loài người là khẳng định bản sắc của con người là con người, Freire nói rằng mọi người đều nỗ lực vì điều này, nhưng sự áp bức đã làm gián đoạn nhiều người trong cuộc hành trình này. Những quá trình tạm dừng này được gọi là khử ẩm. Nhân bản hóa, khi các cá nhân trở nên khách quan, xảy ra do bất công, bóc lột và áp bức. Giáo dục của người bị áp bức là nỗ lực của Freire để giúp những người bị áp bức chiến đấu trở lại để lấy lại nhân tính đã mất của họ và đạt được sự nhân bản hoàn toàn. Freire vạch ra các bước mà nhờ đó những người bị áp bức có thể lấy lại nhân tính của họ, bắt đầu bằng việc đạt được kiến thức về khái niệm nhân bản. Người bị áp bức chỉ dễ dàng chống lại kẻ áp bức để trở thành đối cực của những gì họ đang có. Nói cách khác, điều này chỉ khiến họ trở thành kẻ áp bức và bắt đầu lại chu kỳ. Để trở lại hoàn toàn là con người, họ phải xác định những kẻ áp bức. Họ phải xác định chúng và làm việc cùng nhau để tìm kiếm sự giải thoát. Bước tiếp theo trong quá trình giải phóng là hiểu mục tiêu của những kẻ áp bức là gì. Những người áp bức hoàn toàn theo chủ nghĩa vật chất. Họ coi con người là đồ vật và bằng cách đàn áp các cá nhân, họ có thể sở hữu những con người này. Mặc dù họ có thể không có ý thức hạ gục những người bị áp bức, nhưng họ coi trọng quyền sở hữu đối với nhân loại, về cơ bản là hạ nhân tính của bản thân. Điều quan trọng cần nhận ra là mục tiêu của những người bị áp bức không chỉ là giành quyền lực. Đó là cho phép mọi cá nhân trở thành con người hoàn toàn để không có sự áp bức nào có thể tồn tại. Freire tuyên bố rằng một khi những người bị áp bức hiểu được sự áp bức của chính họ và phát hiện ra những kẻ áp bức họ, bước tiếp theo là đối thoại hoặc thảo luận với những người khác để đạt được mục tiêu nhân đạo. Freire cũng nêu bật các sự kiện khác trong cuộc hành trình này mà những người bị áp bức phải thực hiện. Có nhiều tình huống mà người bị áp bức phải cảnh giác. Ví dụ, họ phải nhận thức được những kẻ áp bức đang cố gắng giúp đỡ những người bị áp bức. Những người này được coi là hào phóng một cách sai lầm, và để giúp đỡ những người bị áp bức, trước tiên người ta phải hoàn toàn trở thành những người bị áp bức, về mặt tinh thần và môi trường. Chỉ những người bị áp bức mới có thể cho phép nhân loại trở thành con người hoàn toàn mà không có trường hợp khách quan hóa. 

## Nhận xét
Đoàn Thanh Liêm nhận xét :
Năm 1970, ấn bản tiếng Anh "The Pedagogy of the Oppressed" (Giáo dục của Người bị Áp bức) của Paulo Freire đã gây một tiếng vang lớn trong giới giáo dục và hoạt động xã hôi khắp thế giới. Sau trên 40 năm, đã có hàng triệu cuốn được phổ biến rộng rãi qua nhiều lần tái bản, và hàng mấy chục bản dịch ra các thứ tiếng khác nữa. Ông là người đã cổ võ cho ý niệm " Conscientizacao' nguyên văn tiếng Bồ Đào Nha, mà bây giờ đã trở thành thông dụng khắp thế giới với tiếng Anh là "Conscientisation" (= Consciousness Raising, Critical Conciousness). Ta có thể diễn tả ý niệm này là : Sự thức tỉnh Ý thức và Suy nghĩ có tính cách phê phán.

Quả thật, chủ trương giáo dục có tính chất cách mạng triệt để của ông đã ảnh hưởng mạnh mẽ đến các phong trào giáo dục và xã hội cùng khắp thế giới. Và tư tưởng triết học của ông cũng ảnh hưởng đến nhiều ngành học thuật như thần học, xã hội học, nhân chủng học, sư phạm, ngữ học thực hành và nghiên cứu văn hóa (applied linguistics & cultural studies).